# 우즈베키스탄-이란 관계
우즈베키스탄과 이란은 깊은 문화적, 역사적 유대를 맺고 있다. 두 나라 모두 경제 협력 기구(ECO) 회원국이다.

## 중요성
이란은 이슬람 신정국가이고 우즈베키스탄은 세속적인 대통령제 민주주의에 결함이 있는 국가이다. 두 나라는 정치적 차이에 대해 우려해 왔지만 여전히 관계 개선에 적극적으로 나서고 있다. 또한 우즈베키스탄은 고대 페르시아, 소그디아, 박트리아의 일부로 서로 고대 문화적 유대를 맺고 있다. 대이란의 일부로 간주된다.

## 무역
이란과 우즈베키스탄은 농업, 운송, 석유 및 가스 생산, 건설, 제약, 은행 등 다양한 분야에서 협력하기 위해 양자 협정을 체결했다. 양국은 육로 연결 및 기타 합작 투자에도 노력해 왔다.
우즈베키스탄은 면화, 철 및 비철 금속, 비료, 화학 섬유 등 다양한 원자재를 이란에 수출하고 있다. 이란은 우즈베키스탄에 건축 자재, 세제, 식품, 차, 과일을 수출하고 있다. 2008년 이란-우즈베키스탄 무역액은 6억 달러를 넘어섰다.
2018년, 메흐르 뉴스에 따르면 우즈베키스탄 대사는 이란과의 양국 관계를 확대하고 협력을 강화하여 이란과의 무역 규모를 늘릴 계획이라고 밝혔다.
2025년 2월, 양측 화물 차량의 각 진입에 대한 400달러의 운송비가 상호 취소되었다.